# Seskvioxidy
Seskvioxidy, též sesquioxidy jsou oxidy vždy s třemi atomy kyslíku a dvěma atomy jiného prvku (R2O3). Vznikají zvětráváním matečné horniny v průběhu půdotvorného procesu, přičemž z těchto látek dále vznikají druhotné minerály (např. jílové). To jsou např. oxid hlinitý (Al2O3) nebo oxid lanthanitý (La2O3), které můžeme najít v půdě.
Etymologicky předpona seskvi- pochází z latinského sēsqui, která je sama vlastně složeninou slov semi- (polovina) a přípony -que (a), čili znamená jeden a půl. V chemii označuje obecně poměr 3:2, tedy nejen u oxidů.